# Dominika Milczarek-Andrzejewska
Dominika Milczarek-Andrzejewska – polska ekonomistka, doktor habilitowany nauk ekonomicznych, profesor na Uniwersytecie Warszawskim, specjalistka od ekonomii instytucjonalnej, ekonomiki rolnictwa, polityki rolnej oraz teorii ekonomii.

## Kariera naukowa
W 1997 roku na Uniwersytecie Warszawskim uzyskała tytuł magistra ekonomii. W 2002 roku na Wydziale Nauk Ekonomicznych tej samej uczelni uzyskała stopień doktora nauk ekonomicznych na podstawie rozprawy pt. Prywatyzacja państwowych gospodarstw rolnych jako proces zmian instytucjonalnych, której promotorem był Jerzy Wilkin. W tym samym roku została zatrudniona na tejże uczelni, a w 2015 roku uzyskała na jej Wydziale Nauk Ekonomicznych stopień doktora habilitowanego nauk ekonomicznych na podstawie pracy pt. Zagadnienie siły w ekonomii – na przykładzie sektora rolno-spożywczego w Polsce. W latach 2013–2019 pracowała również w Instytucie Rozwoju Wsi i Rolnictwa Polskiej Akademii Nauk.